# Quichuana angustiventris
Quichuana angustiventris är en tvåvingeart som först beskrevs av Macquart 1855.  Quichuana angustiventris ingår i släktet Quichuana och familjen blomflugor. Inga underarter finns listade i Catalogue of Life.